# Chelford
Chelford est une localité anglaise située dans le comté de Cheshire.
Elle apparaît dans la série de livres à succès La Guerre des Clans de Erin Hunter. Lors des premiers tomes, l'histoire se passe dans la forêt de Cerfblanc à côté de cette petite ville.